# Светско првенство у фудбалу за жене 2003. − група Д
Група Ц ФИФА Светског првенства за жене 2003. била је једна од четири групе нација које су се такмичиле на Светском првенству за жене 2003. Њу су чиниле Аустралија, Кина, Гана и Русија. Сусрети групњ су печили 21. септембра, а завршили се 28. септембра. Већина мечева је одиграна на Хоум дипо центру у Карсону, осим последња два која су одиграна на Провиденс парку у Портланду. Кина је била на врху групе упркос својим лошим наступима, а у наредно коло ју је следила Русија. Аустралија и Гана нису ушле у други круг.

## Табела
| Pos | Тим        | О | П | Н | И | ГД | ГП | ГР | Бод. | Qualification                   |
| --- | ---------- | - | - | - | - | -- | -- | -- | ---- | ------------------------------- |
| 1   | Кина       | 3 | 2 | 1 | 0 | 3  | 1  | +2 | 7    | Квалификовала се за нокаут фазу |
| 2   | Русија     | 3 | 2 | 0 | 1 | 5  | 2  | +3 | 6    | Квалификовала се за нокаут фазу |
| 3   | Гана       | 3 | 1 | 0 | 2 | 2  | 5  | −3 | 3    |                                 |
| 4   | Аустралија | 3 | 0 | 1 | 2 | 3  | 5  | −2 | 1    |                                 |

## Утакмице
Сва времена су локална (UTC-7)

### Аустралија и Русија
| Аустралија             | (1 : 2)  | Русија                                        |
| ---------------------- | -------- | --------------------------------------------- |
| - Кели Голебиовски 38’ | Извештај | - Дијана Алагић 39’ (а.г.) - Елена Фомина 89’ |

| Играч утакмице: Наталија Барбашина (Русија) Званичници Помоћне судије: Дезире Перпе (Обала Слоноваче) Флоренс Бјаги (Сенегал) Четврти судија: Џенифер Бенет (САД) |

### Кина и Гана
| Кина           | (1 : 0)  | Гана |
| -------------- | -------- | ---- |
| - Суен Вен 29’ | Извештај |      |

| Играч утакмице: Елизабет Бајду (Гана) Званичници Помоћне судије: Денис Робинсон (Канада) Линда Брамбл (Тринидад и Тобаго) Четврти судија: Џенифер Бенет (САД) |

### Гана и Русија
| Гана | (0 : 3)  | Русија                                                            |
| ---- | -------- | ----------------------------------------------------------------- |
|      | Извештај | - Марина Саенко 36’ - Наталија Барбашина 54’ - Олга Летјушова 80’ |

| Играч утакмице: Марина Саенко (Русија) Званичници Помоћне судије: Карали Сатон (САД) Шерон Вилер (САД) Четврти судија: Џенифер Бенет (САД) |

### Кина и Аустралија
| Кина         | (1 : 1)  | Аустралија         |
| ------------ | -------- | ------------------ |
| - Бај Ђе 46’ | Извештај | - Хедер Гериок 28’ |

| Играч утакмице: Черил Салисбери (Аустралија) Званичници Помоћне судије: Емилија Парваинен (Финска) Енди Реган (Северна Ирска) Четврти судија: Џенифер Бенет (САД) |

### Гана и Аустралија
| Гана                    | (2 : 1)  | Аустралија         |
| ----------------------- | -------- | ------------------ |
| - Алберта Саки 34’, 39’ | Извештај | - Хедер Гариок 61’ |

| Играч утакмице: Ађоја Бајор (Гана) Званичници Помоћне судије: Дезиреe Перпет (Обала Слоноваче) Флоренс Бјаги (Сенегал) Четврти судија: Кери Сиц (САД) |

### Кина и Русија
| Кина         | (1 : 0)  | Русија |
| ------------ | -------- | ------ |
| - Беј Ђе 16’ | Извештај |        |

| Играч утакмице: Суен Вен (Кина) Званичници Помоћне судије: Сабрина Луис (Аргентина)) Алехандра Серкато(Аргентина)) Четврти судија: Кери Сиц (САД)) |